# جمهوری سوسیالیستی مونته‌نگرو
جمهوری سوسیالیستی مونته‌نگرو (به صربی‌کرواتی:  Socijalistička Republika Crna Gora, Socialist Republika Black Гора)، یکی از جمهوری‌های سوسیالیستی تشکیل‌دهندهٔ جمهوری فدرال سوسیالیستی یوگسلاوی بود.
این جمهوری، امروزه به کشور مستقل مونته‌نگرو تبدیل شده‌است.